# Марк Андре
Марк Андре́ (фр. Marc André; нар. 1967) — французький автор настільних ігор, найбільш відомий завдяки розробленій ним грі Розкіш.

## Біографія

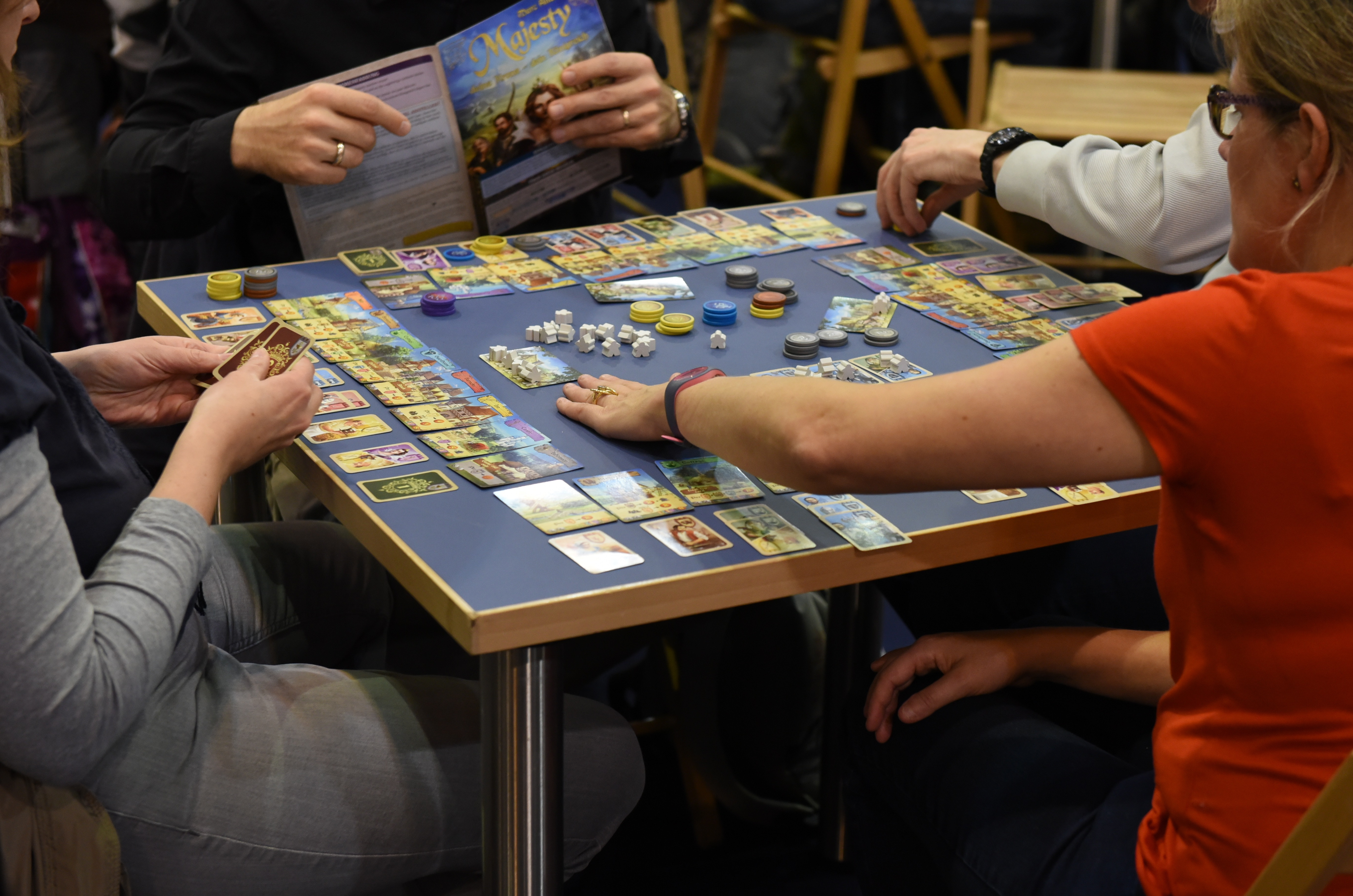
Majesty на виставці SPIEL'17

За власними словами, Марк Андре в дитинстві та підлітковому віці грав у шахи, яких навчився від батька, а пізніше — у настільні рольові ігри та варгейми. Він працював економістом у сфері торгівлі акціями, але залишив цю роботу та присвятив себе розробці ігор та родині. У 2011 році вийшла його перша гра Bonbons у видавництві GameWorks SàRL, а у 2014 році — гра Розкіш у Space Cowboys, яка того ж року була номінована на Spiel des Jahres та у 2015 році здобула Nederlandse Spellenprijs. У наступні роки вийшло кілька доповнень до гри, а також кілька самостійних ігор, таких як Barony (2015), Sail Away (2016) та Majesty (2017). З грою Розкіш у 2016 році та з Розкіш Duel у 2023 році він здобув MinD-Spielepreis від німецького товариства людей з високим інтелектом Mensa в Німеччині (MinD).

## Людографія
- 2011: Bonbons (GameWorks SàRL)
- 2014: Розкіш  (Space Cowboys, Asmodee)
- 2015: Barony  (GameWorks SàRL)
- 2016: Sail Away (Mattel)
- 2017: Majesty: For the Realm (Hans im Glück)
- 2017: Cities of Splendor (Space Cowboys, Asmodee)